# 22 TCN
Năm 22 TCN là một năm trong lịch Julius. 

## Mất
- Lưu Nguyên công chúa (刘元公主; thế kỷ 1—22 TCN)